# Traunreut
Traunreut (pronunciación en alemán: /tʁaʊ̯nˈʁɔɪ̯t/ⓘ) es un municipio situado en el distrito de Traunstein, en el estado federado de Baviera (Alemania), con una población a finales de 2017 de unos 20 934 habitantes.
Se encuentra ubicado al sureste del estado, en la región de Alta Baviera, en la ladera de los Alpes cerca de la orilla del lago Chiem, y de la frontera con Austria.